# El hombre visible e invisible
El hombre visible y el hombre invisible es un ensayo sobre esoterismo escrito por el teósofo Charles Webster Leadbeater, obispo de la Iglesia Católica Liberal, publicado por primera vez en 1902 en Londres por la Theosophical Publishing Society.

## Descripción
Basado en la capacidad de clarividencia que el autor afirma poseer, el libro pretende explícitamente revelar al público en general nociones y experiencias sobre lo oculto, es decir, la dimensión oculta de los seres vivos, que conciernen en particular al alma del hombre, las capas y las emanaciones de su aura, y sus posibilidades de evolución.
En el libro también hay representaciones dibujadas por pintores sobre indicaciones de videntes que ilustran la forma en que han visto el aura de diferentes personas: generalmente se representa como un ovoide multicolor que envuelve al ser humano, cuyos colores aparecen más o menos brillantes y marcados según el grado de evolución alcanzado. Los colores que emiten los hombres en estado primitivo aparecen, por ejemplo, menos definidos y más tendientes a la suciedad.

## Galería de imágenes

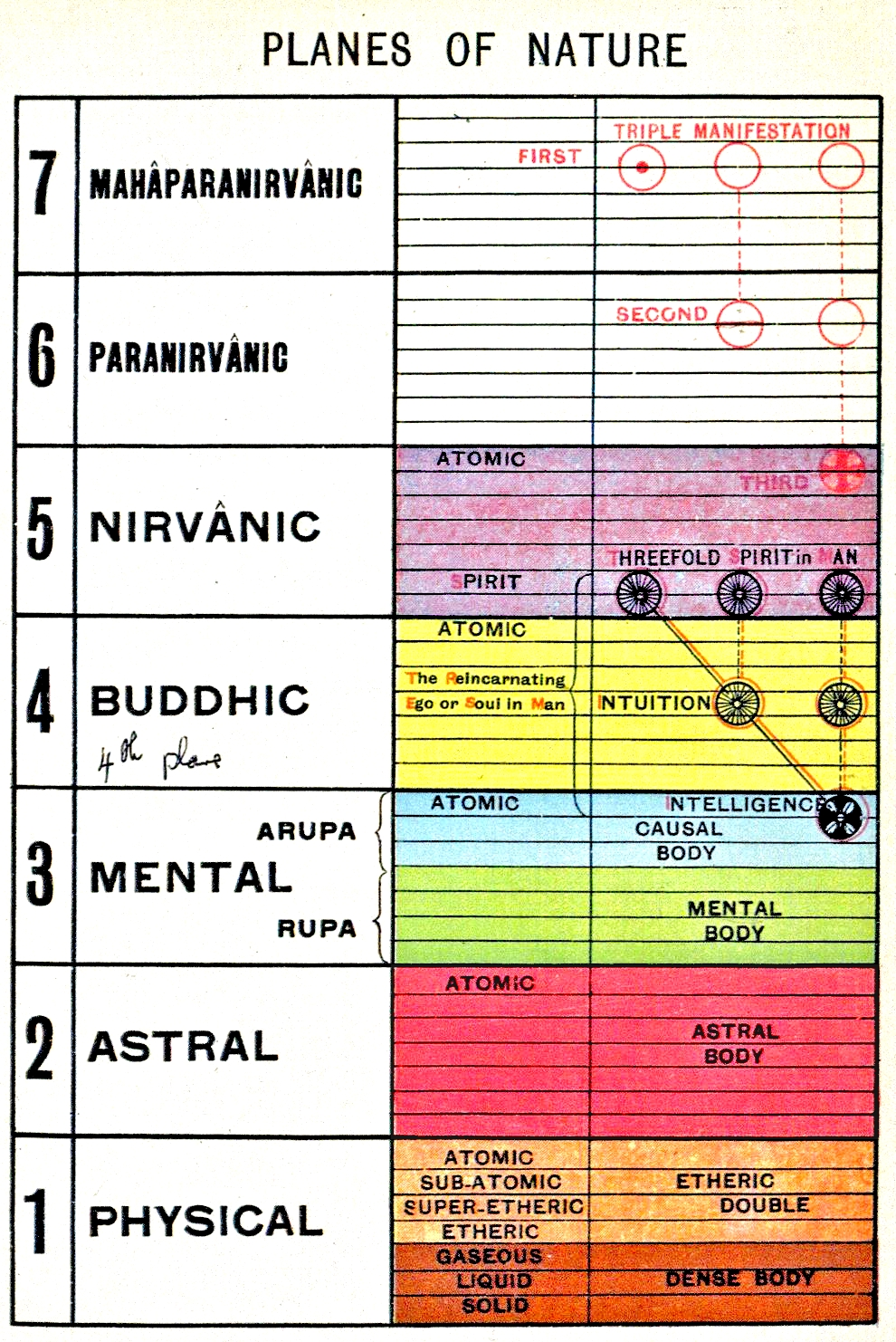
Los diferentes planos sutiles de la naturaleza humana: físico y etérico (1), astral (2), mental y causal (3), búdico (4), nirvánico (5), paranirvánico (6), mahaparanirvánico (7)
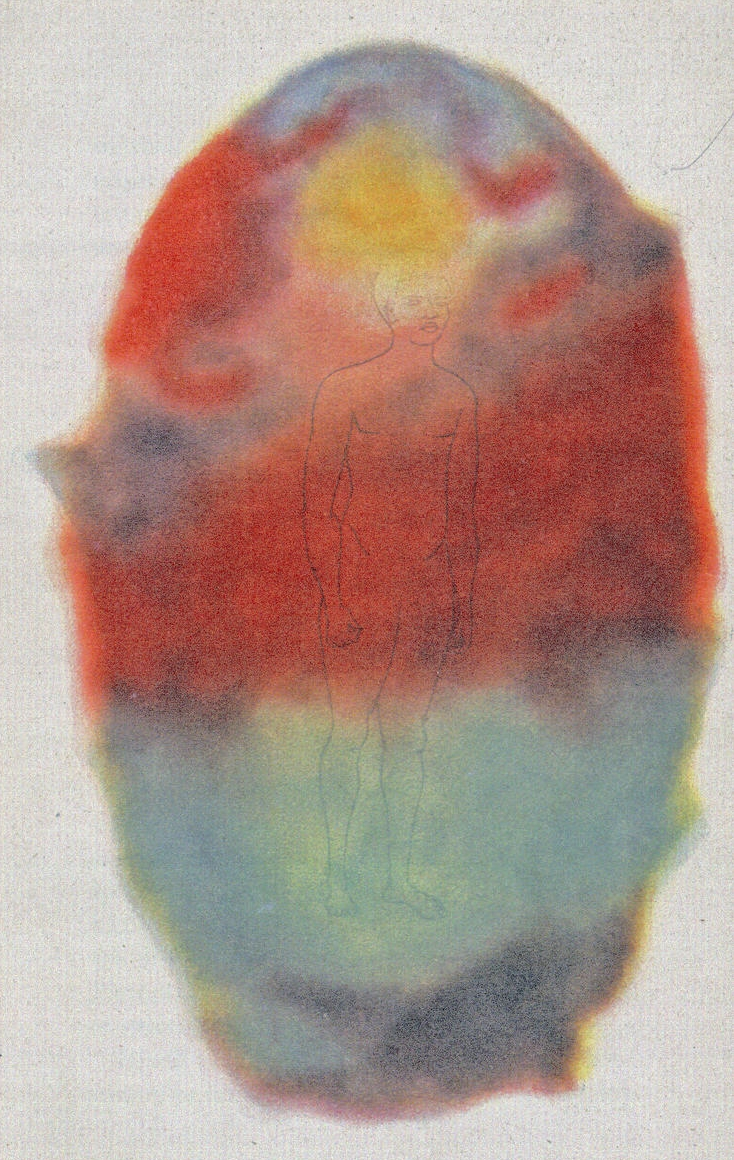
Cuerpo astral de un salvaje
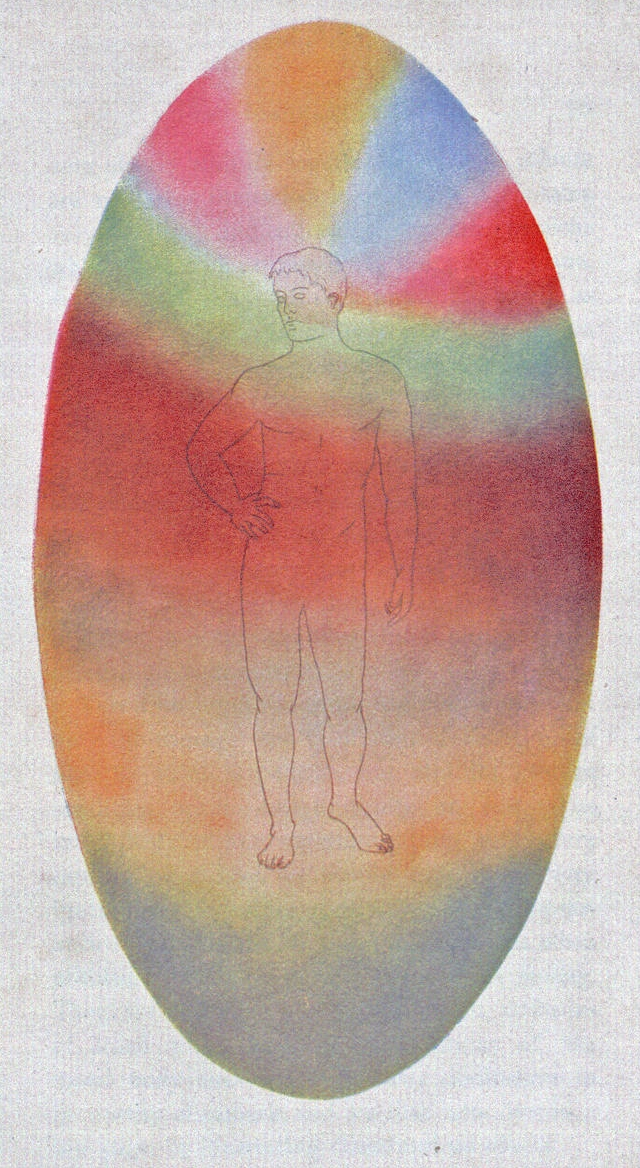
Cuerpo astral de un hombre medio
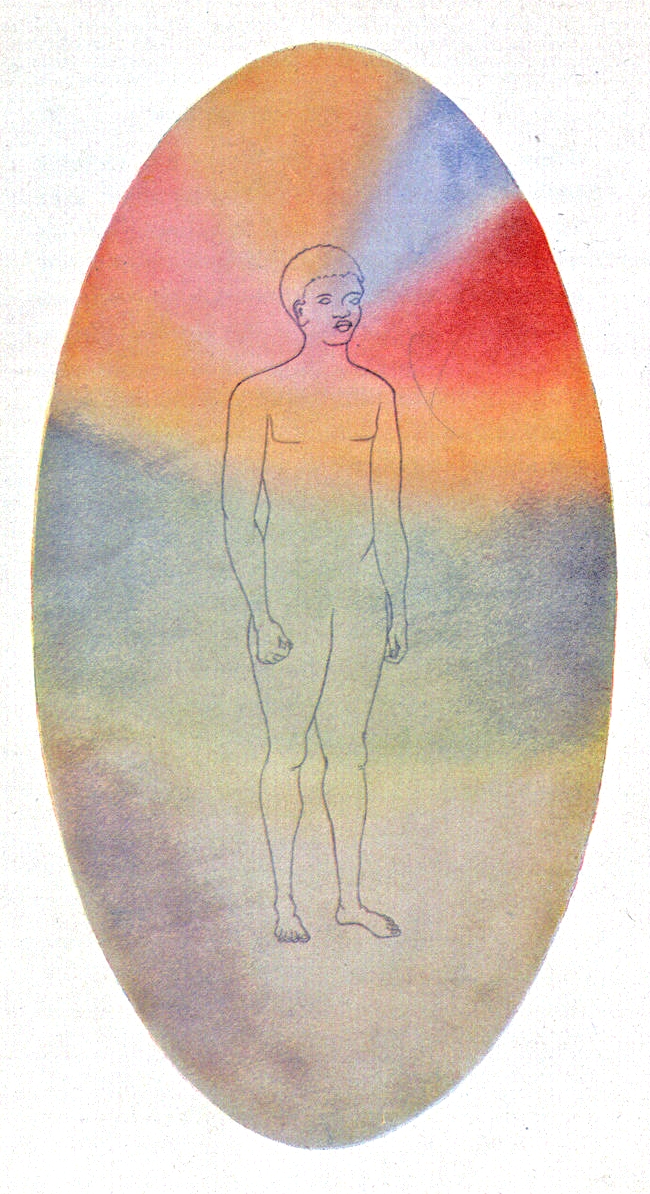
Cuerpo mental de un salvaje
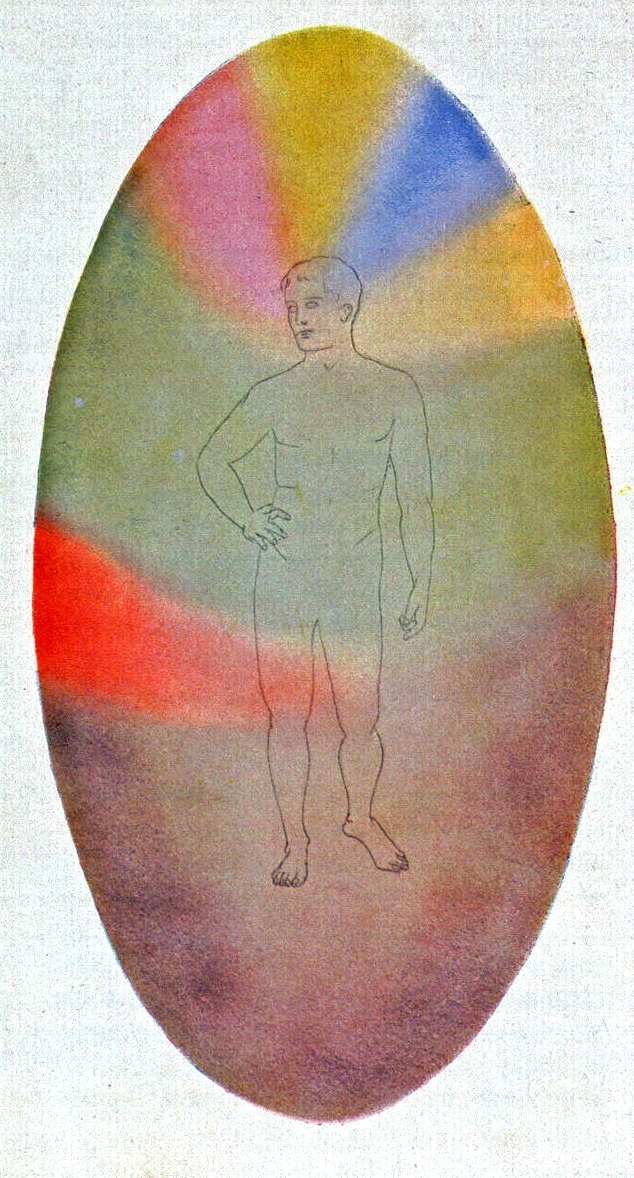
Cuerpo mental de un hombre promedio
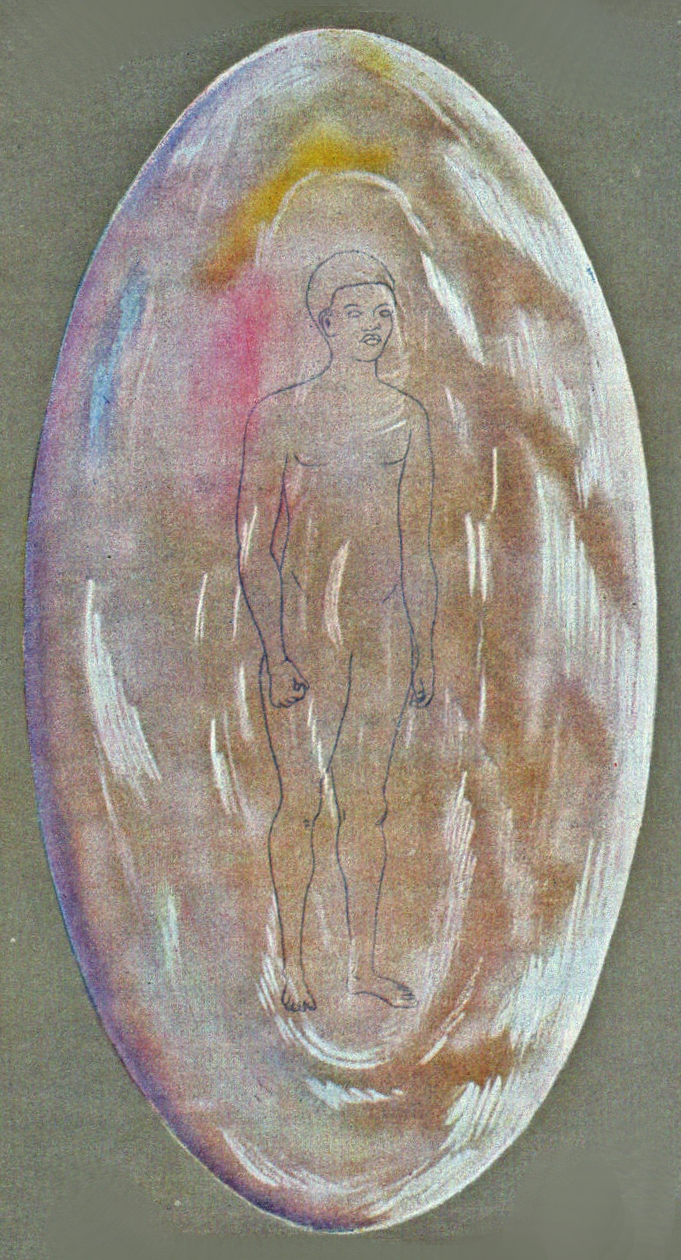
Cuerpo causal de un salvaje
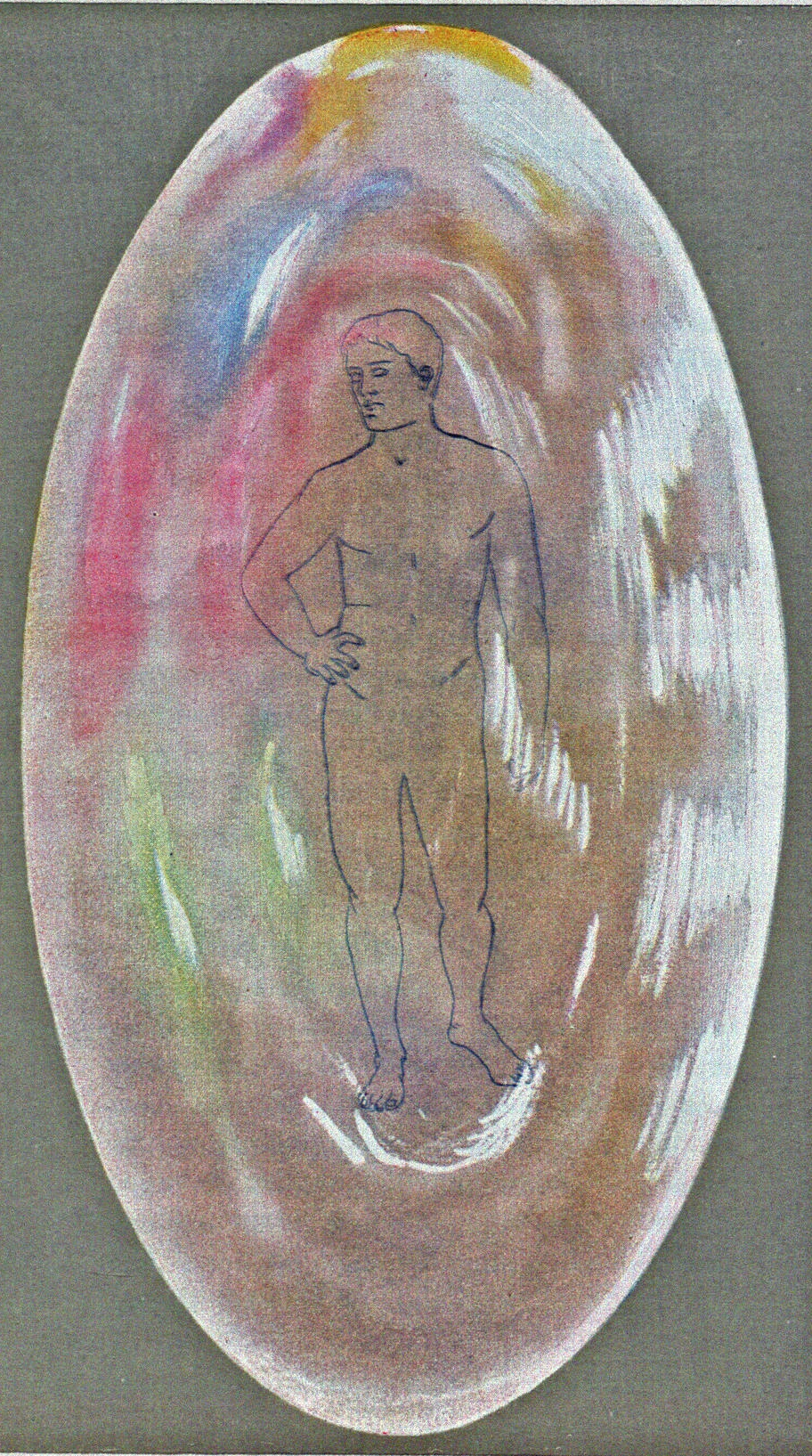
Cuerpo causal de un hombre medio.
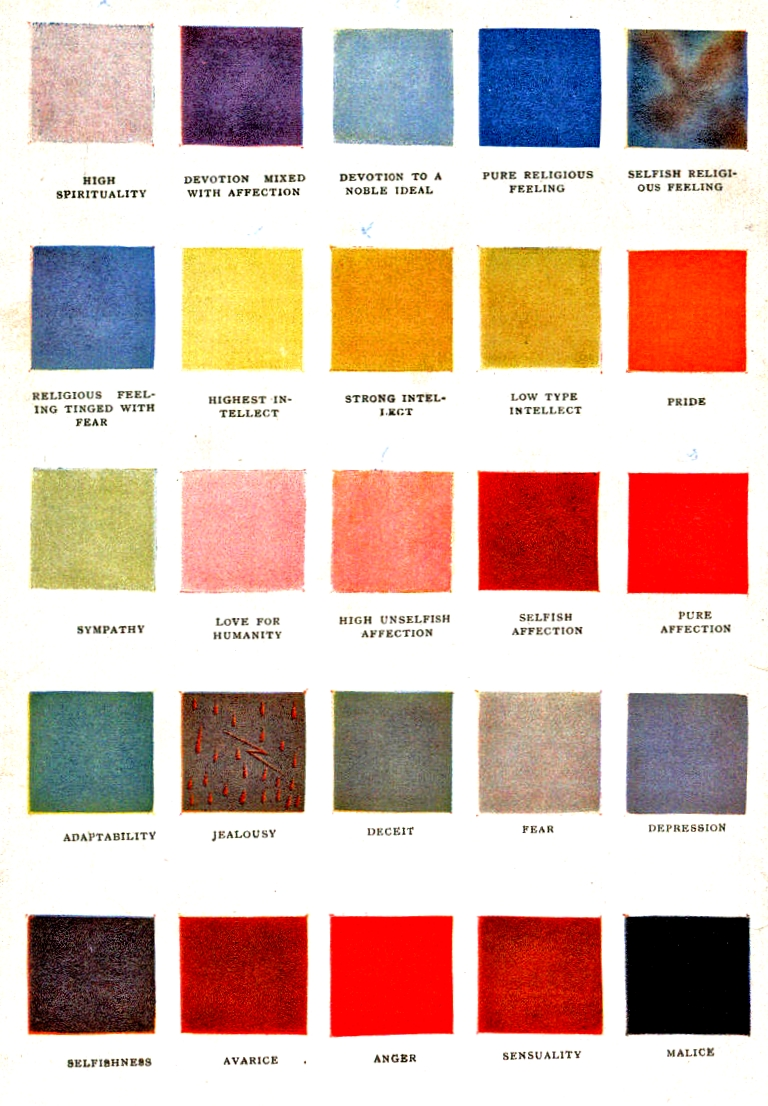
Explicación del significado de los colores que puede asumir el aura
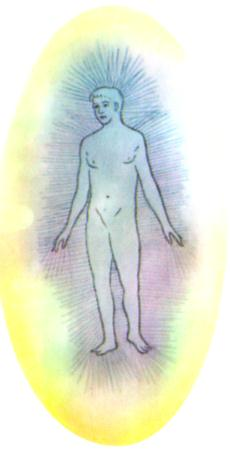
El aura luminosa de una persona sana